# Cuna

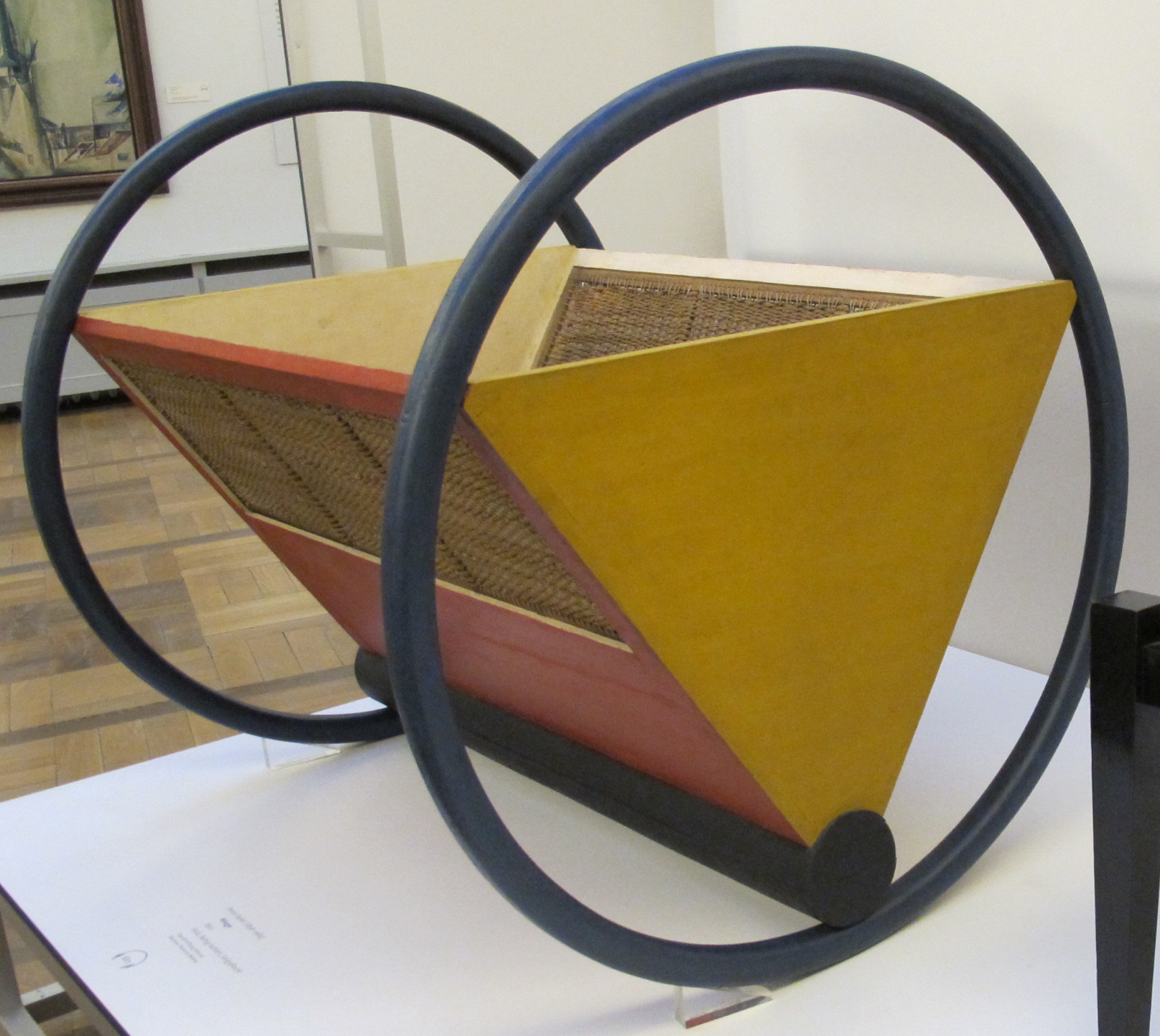
Prototipo de cuna prismática obra de Peter Keler (1922), en las colecciones del Bauhaus Museum, de Weimar.

Una cuna es un tipo de cama para niños pequeños. En su origen fueron cestos cóncavos o pequeños recipientes de madera. Las cunas tradicionales tenían pies semicirculares que servían para balancearlas y así inducir el sueño del bebé, ingenio mecánico que ha sido sustituido por patas con ruedas que permiten su movilidad. Antiguamente fabricadas en mimbre o madera, han dejado sitio al plástico, el metal y demás materiales lavables. Las cunas tradicionales podían disponer de un dosel para cubrirlas con tela de gasa y proteger al niño de los insectos; en las modernas se disponen apliques o brazos para colgantes o móviles (piezas articuladas movibles) para distraer la atención del bebé. También existía la tradición de vestir las cunas con faldas que se adornan con cintas, lazos u otros objetos estéticos. Los modelos de cuna para niños de hasta tres o cuatro años son más grandes y tienen los laterales altos para prevenir saltos o caídas. En algunos casos, una de las paredes es abatible para meter o sacar al niño con menor esfuerzo. 

## Tipos
- Cuna de viaje: modelo plegable que se utiliza para desplazamientos.
- Moisés: Es el tipo de cuna que usan los recién nacidos. Las dimensiones son más pequeñas para que el bebé no extrañe el vientre de la madre. Se suele cambiar a cunas después de 6 meses.

## Galería

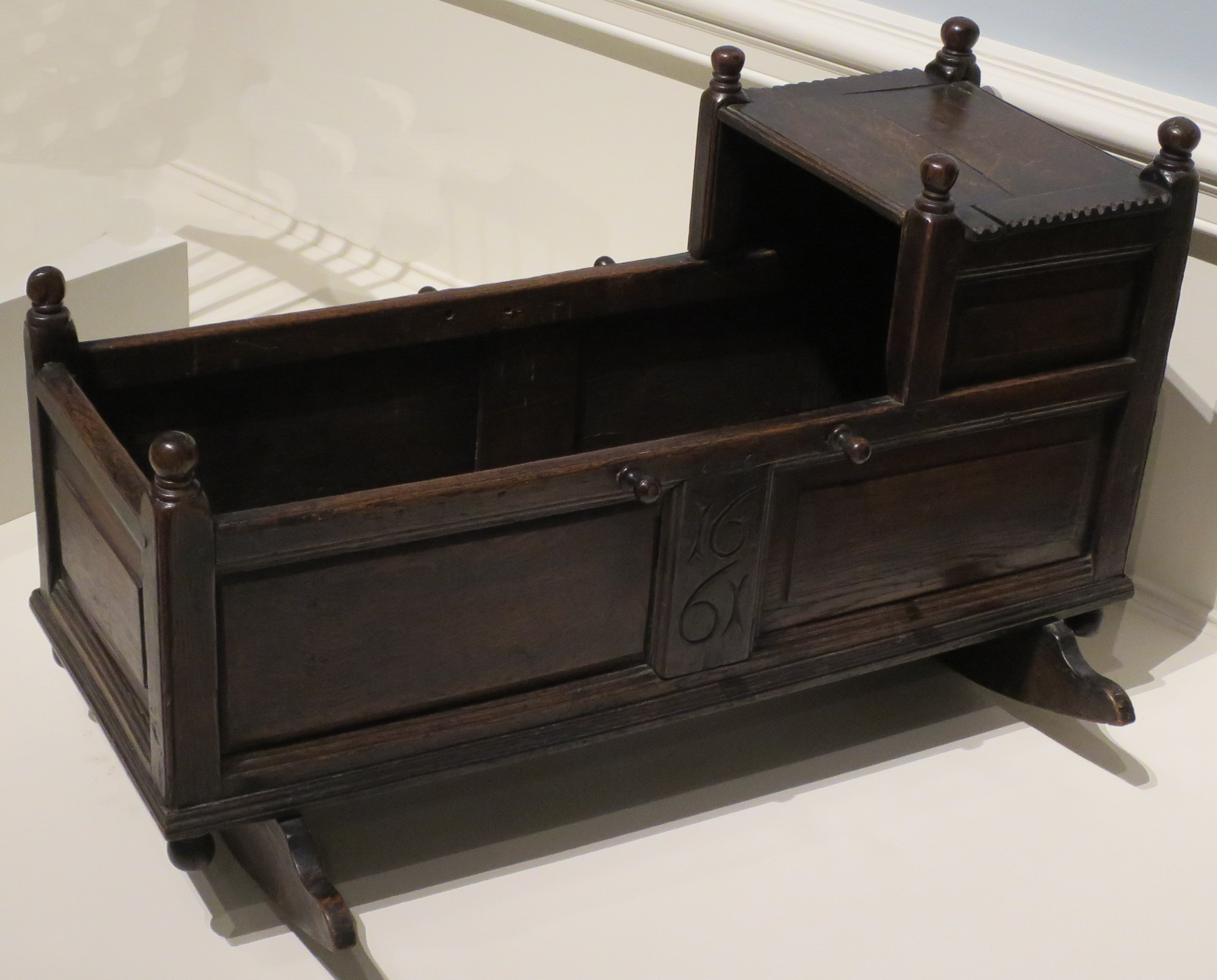
Cuna de roble de 1661
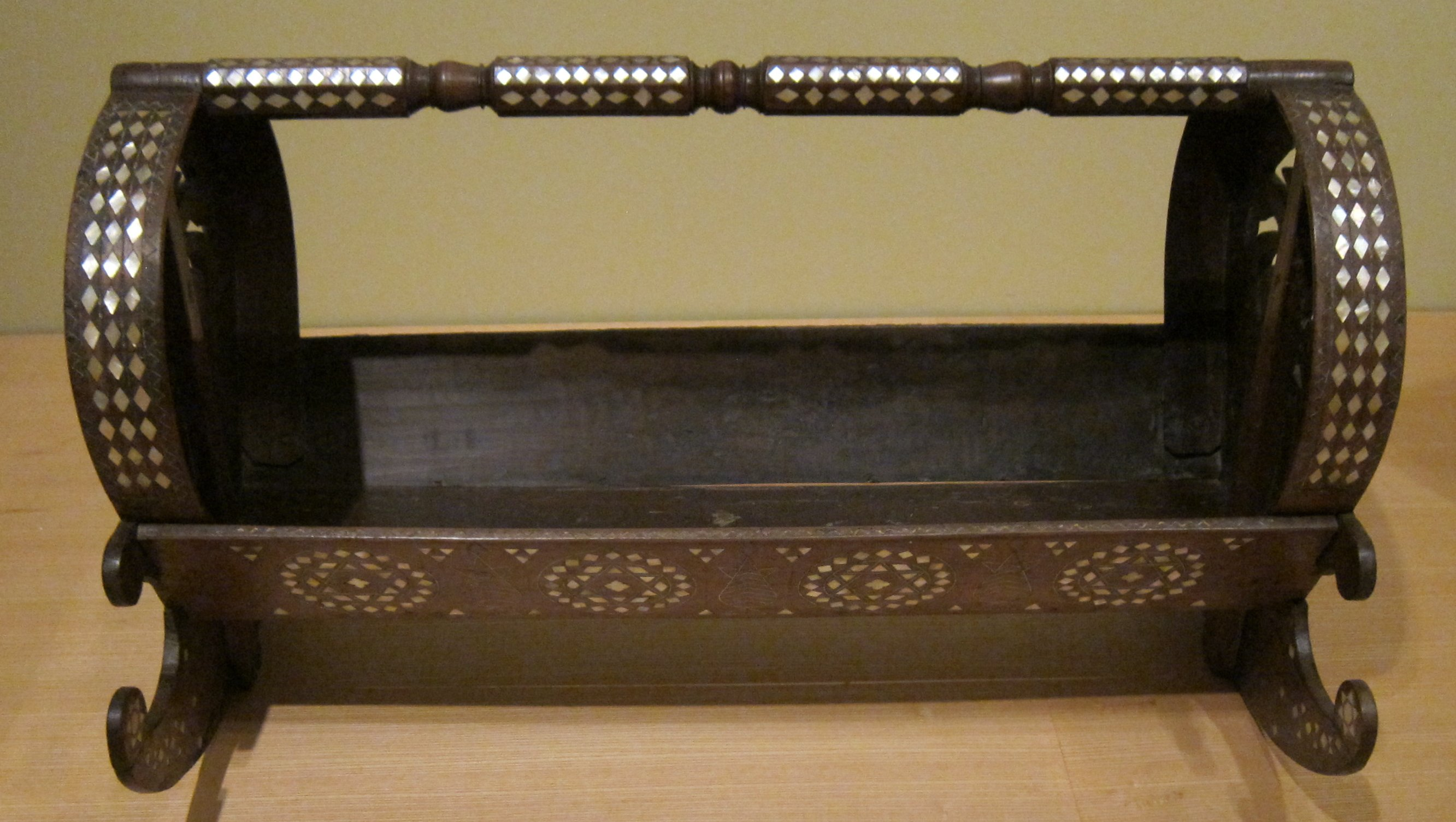
Cuna de madera, madreperla e hilo de metal, Damasco, s. XIX
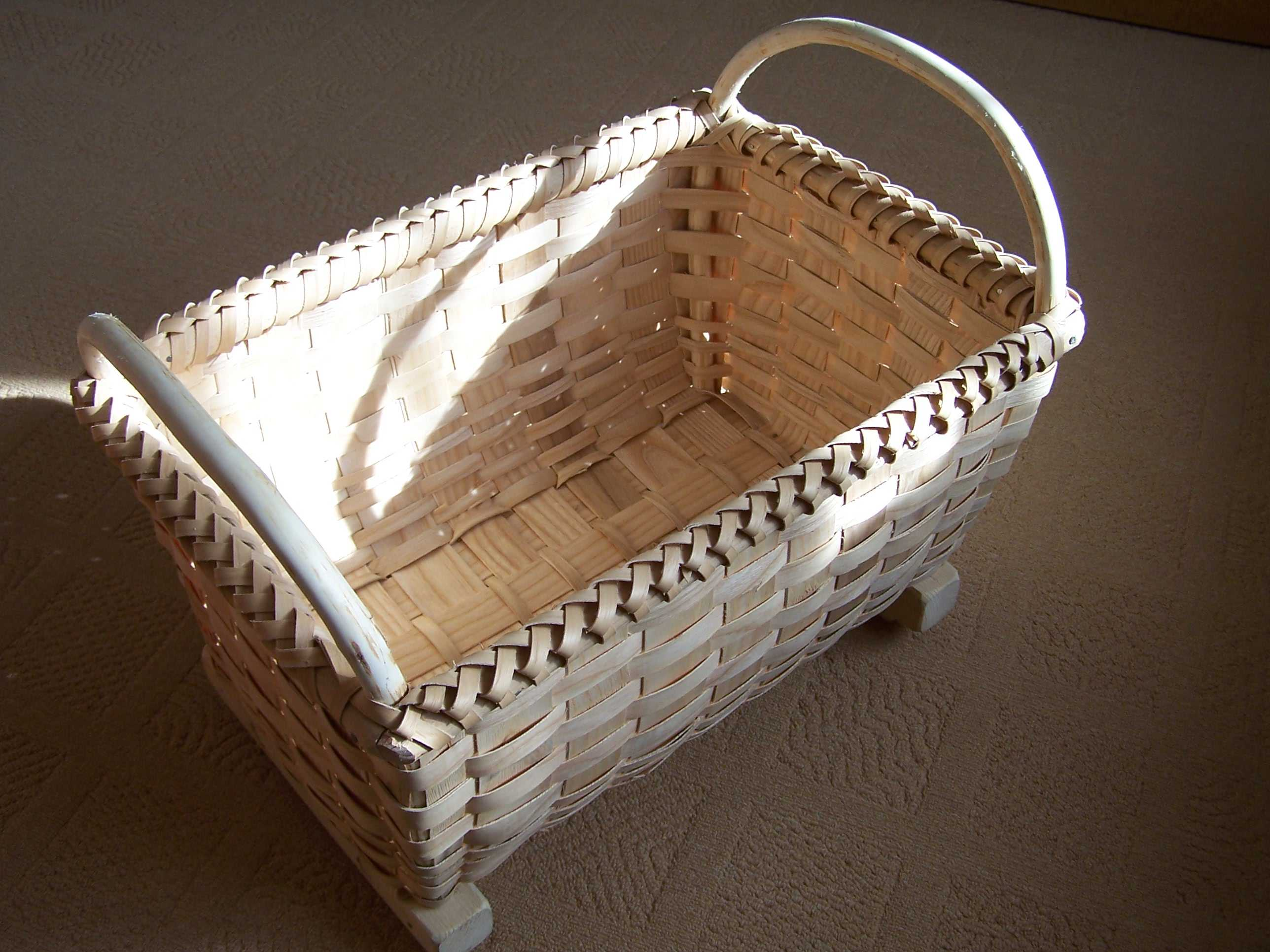
Cuna en forma de cesta
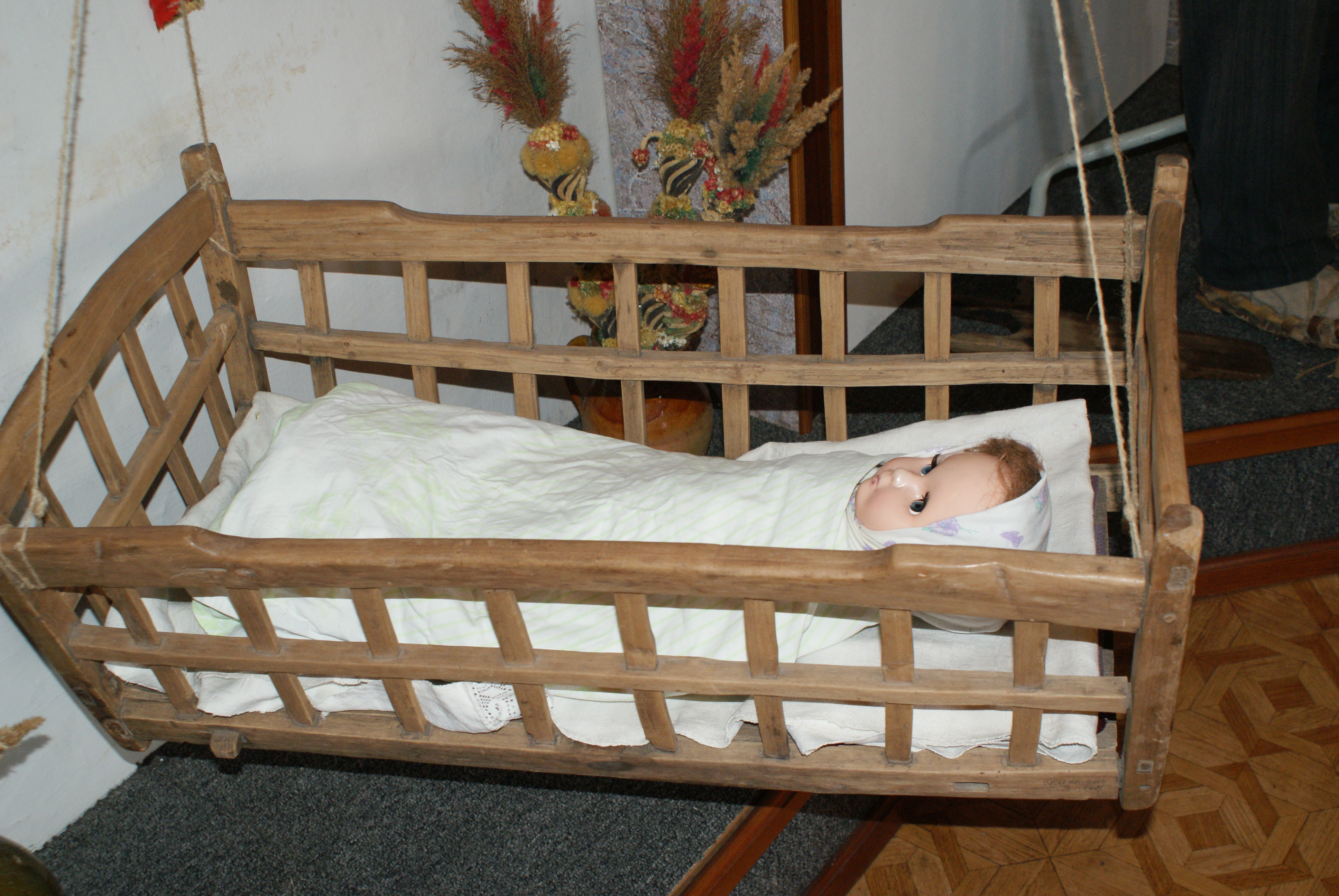
Cuna suspendida
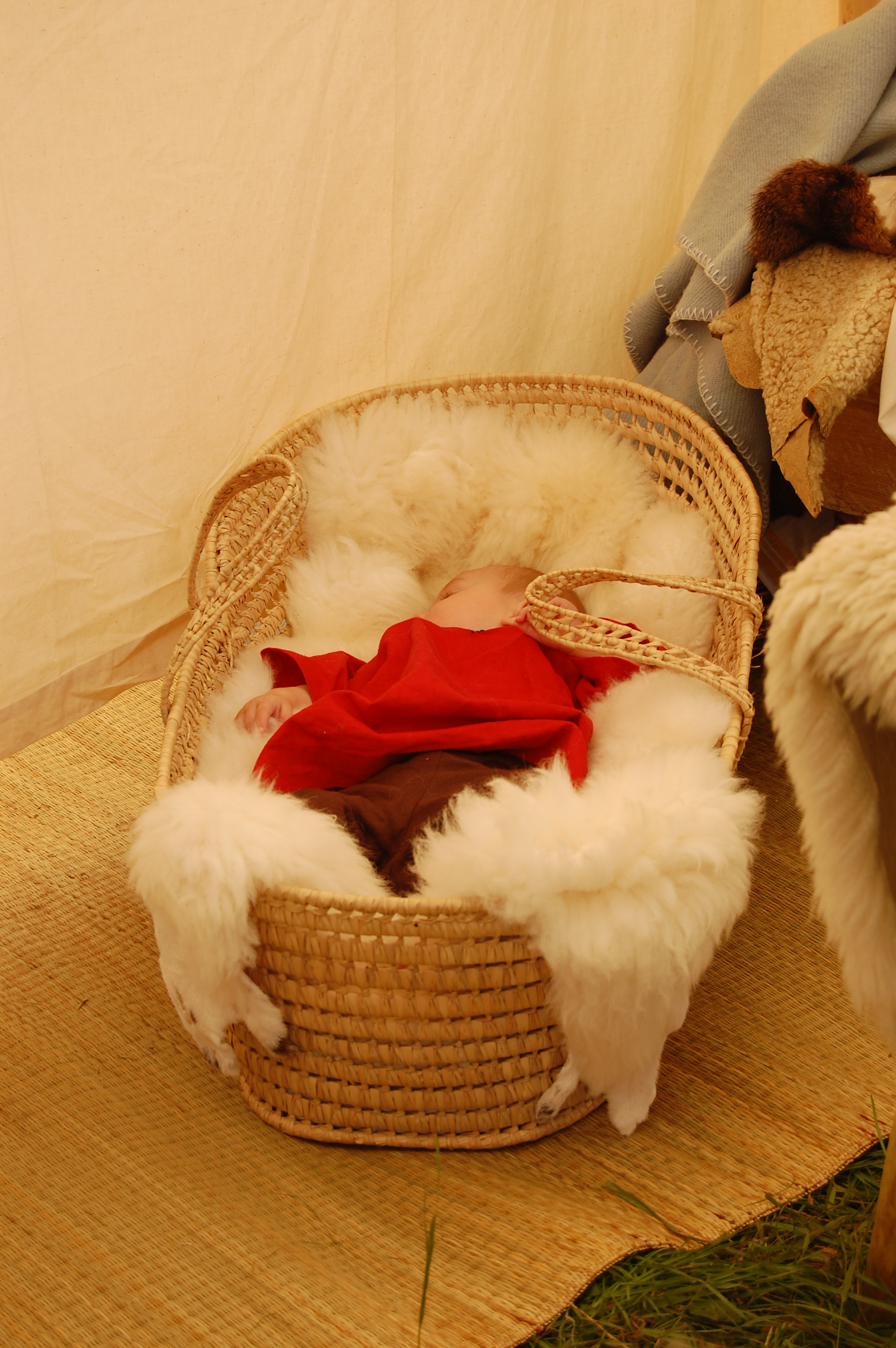
Moisés
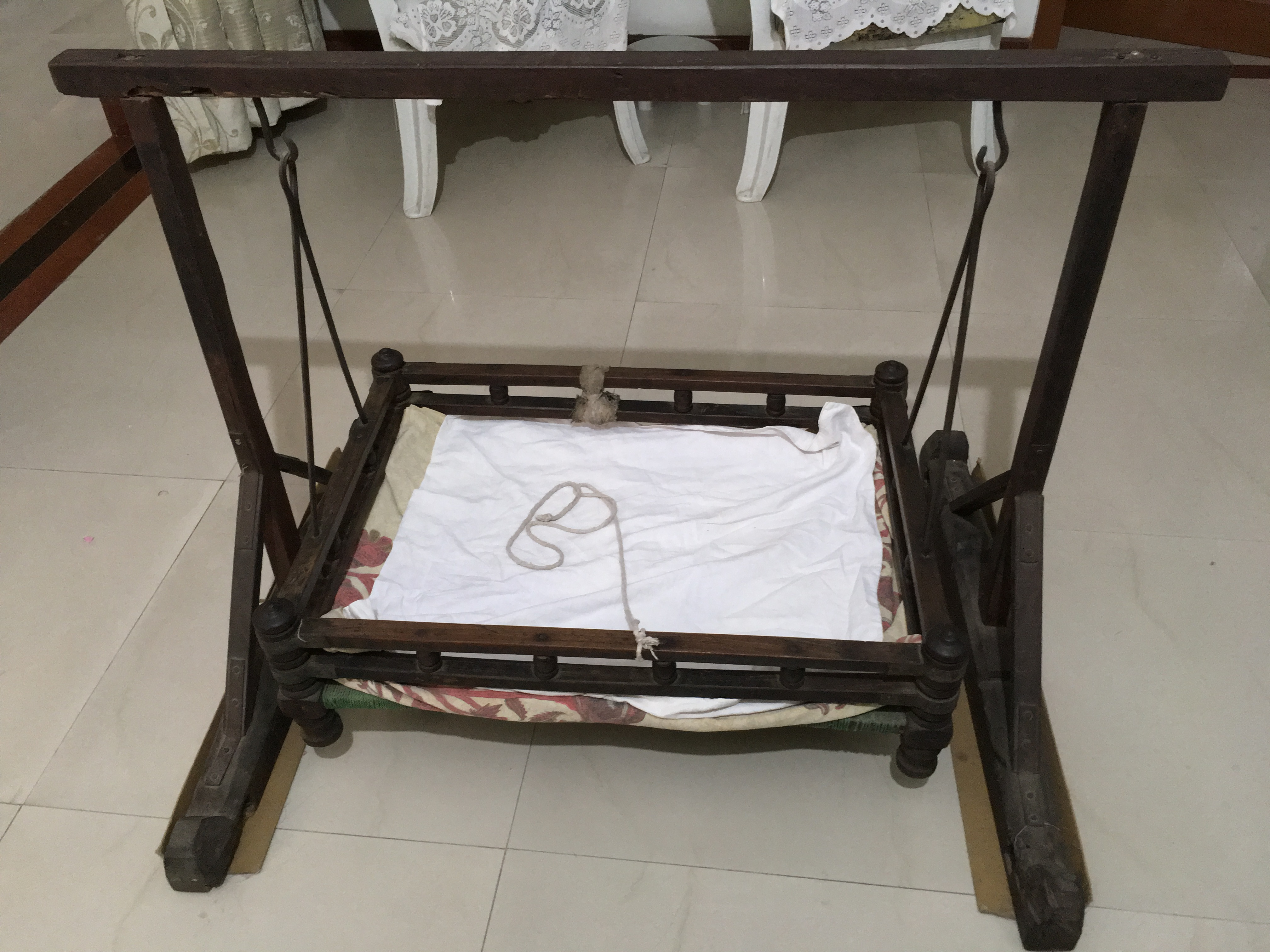
Una cuna de madera de la India

## Tipología en el arte

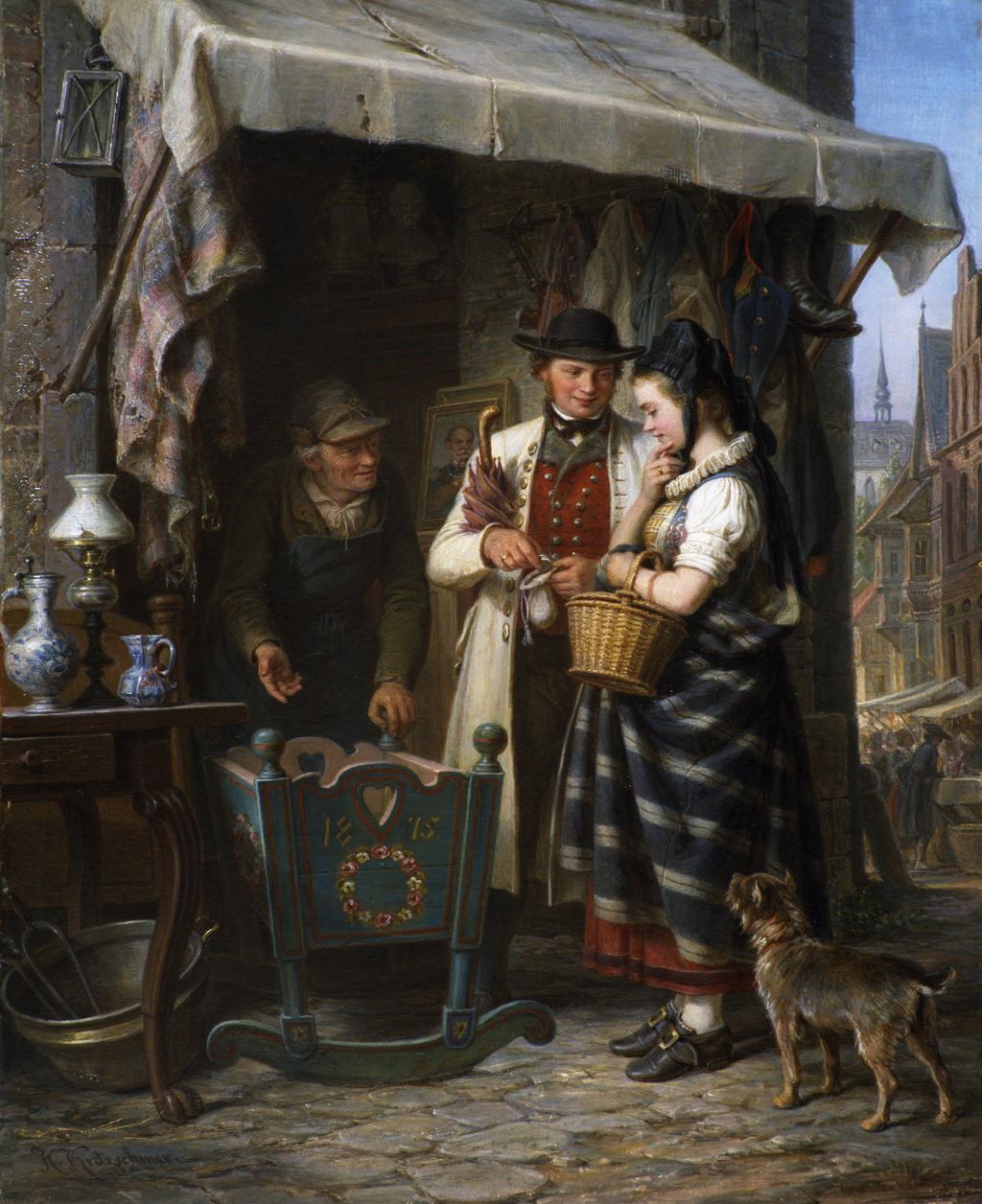
La cunita, Johann Hermann Kretzschmer (1875). Cuna-balancín de madera.
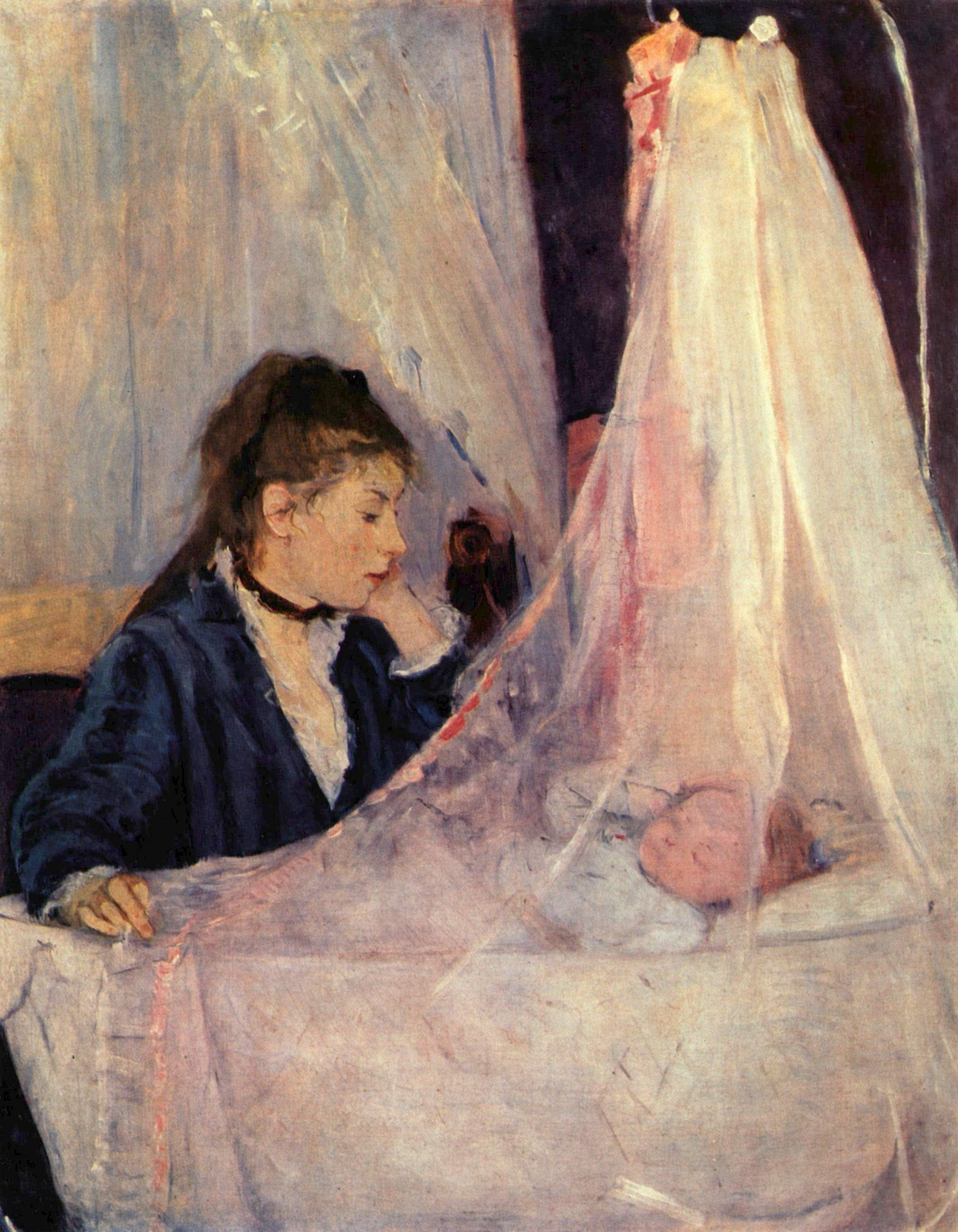
Le berceau, Berthe Morisot (1872). Cuna con dosel.
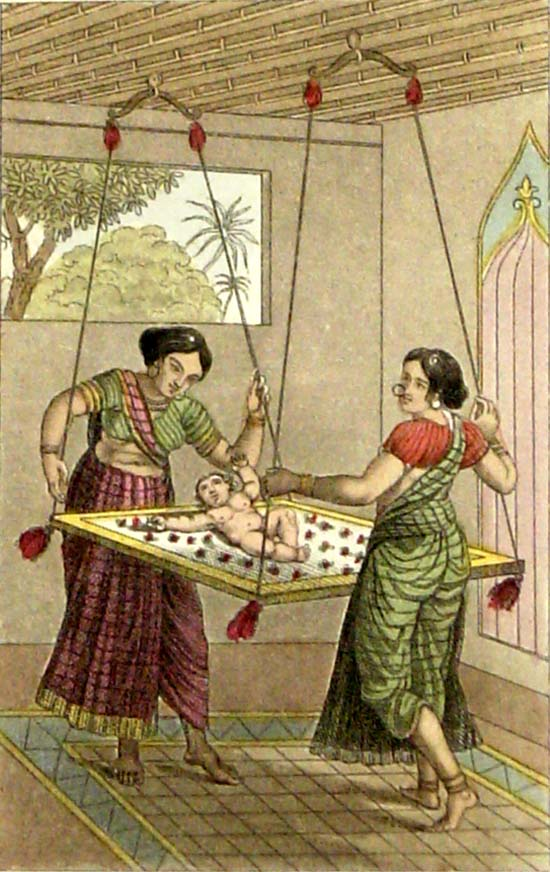
Cuna-hamaca, en un manuscrito hindú (hacia 1820).
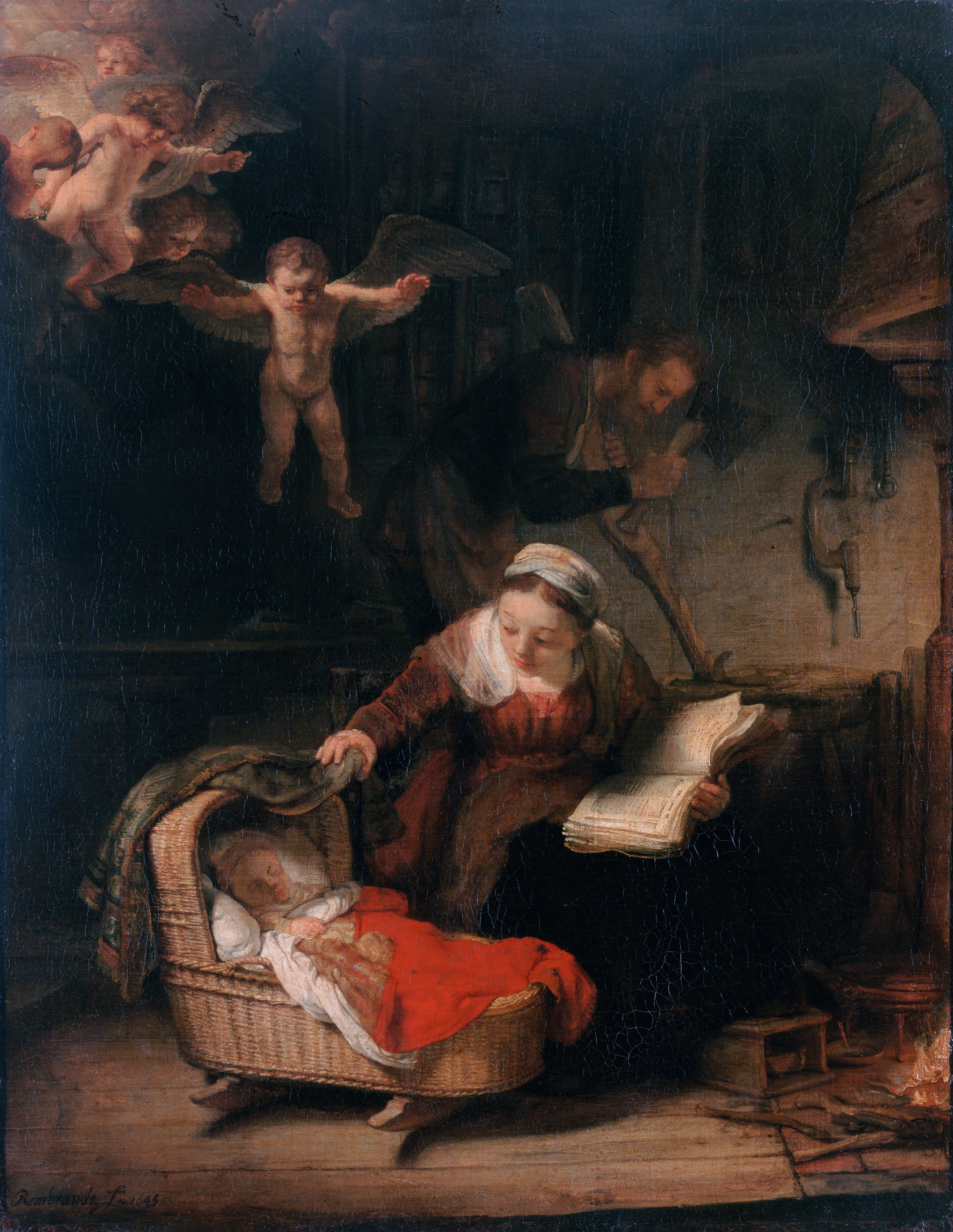
La sagrada familia, Rembrandt (1645). Cuna-balancín de mimbre.